# 中国铁路C62系列敞车
C62系列敞车是中国为适应运输的多种要求和货车运输提速而设计制造的一种多用途敞车。可运载货柜，木材，煤矿以及固体散装物料等货物。C62系列敞车在过去很长的一段时间内是中国货运车辆的主力，在敞车系列中，C62敞车以及其系列的敞车数量是最庞大的。但随着C64系列敞车的诞生，其位置已经被取代，并在逐渐的淘汰当中。

## 历史
1965年中国对站、段场作了广泛调查，并作了结构模拟试验，在此基础上设计完成了全钢结构侧壁承载的新型敞车，该型车采用了09MN2、09MN2CU低合金钢，投入批量生产后，定型为C65型敞车。它是中国在大量生产的货车上采用低合金钢的第一个车型，具有自重轻、载重大的特点。C65型敞车运用后也暴露出一些质量问题，如燃轴、切轴事故多、端墙外涨、枕梁裂纹等。
1971年中国将C65型敞车的载重由65吨减为60吨，容积也相应减小。同年在C65型敞车的基础上缩短底架、降低车体，定型为C62，1972年起投入大批生产。

## C62B型敞车

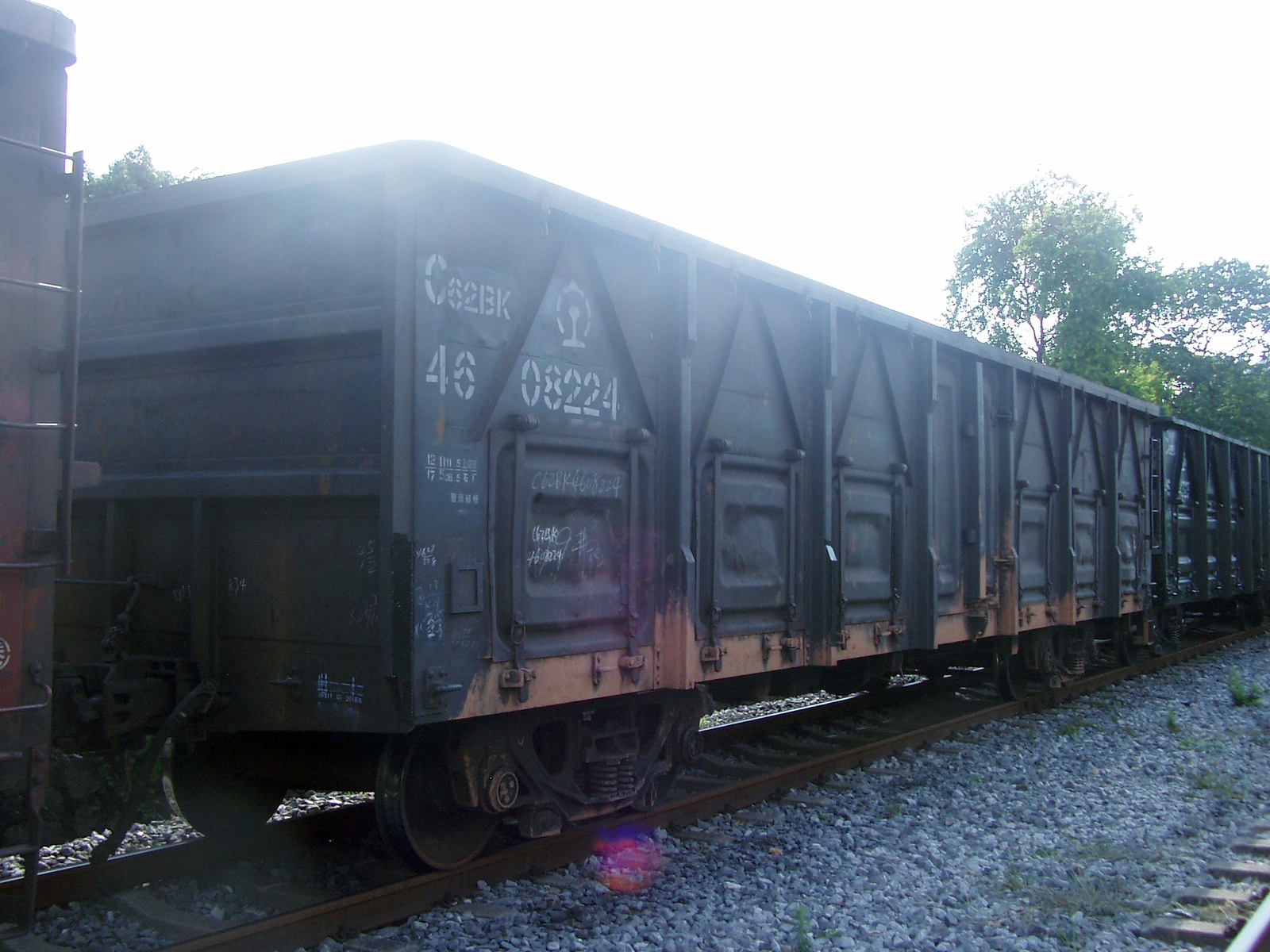
一节由苏联制造的C62B型敞车，其端墙为两根横带，下侧横带与车钩间有两根短立柱。

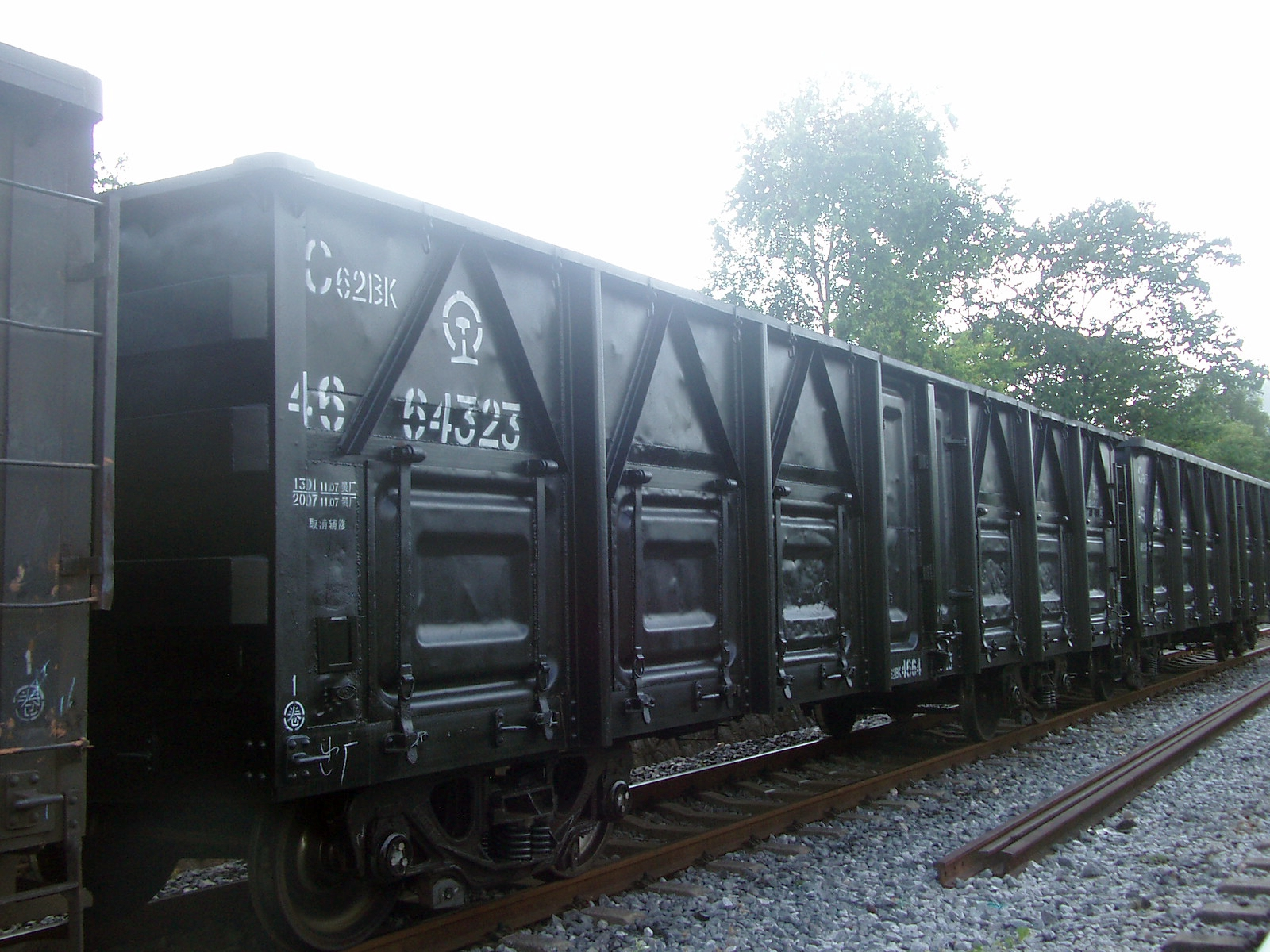
一节由中国制造的C62B型敞车，其端墙采用槽钢横带，

在中国货车发展历史上，曾有三种不同的敞车被定型为C62B。

### C62M型敞车改造车
由于承载能力有限，一部分C62M型敞车报废，一部分被改造为C62B型敞车。改造部分为：木端板、木侧板改为钢板，中立门和下侧门均改为钢质。其特点为：全钢，侧柱为鱼脊形状，部分角柱或侧柱有被堵焊的螺栓孔。

### 由苏联引进的C62B型敞车
八十年代，中国引进了数千辆苏联制造的敞车，定型为C62B型。车体结构与C64型敞车类似，上端梁和上侧梁为矩形钢管，侧柱上下两端各焊有一段加强槽钢。端墙为两根横带，下侧横带于端梁间有两根短立柱。制动系统为GK阀和苏制574b型单向闸调器，制动缸为苏制，制动缸前后杠杆均为双片。后修理时改造为ST1-600闸调器和货通制动缸。这种C62B型敞车，全钢焊结构，采用耐候钢。

### 原C62A(N)型敞车
C62A型敞车材质为低合金钢，后期生产的C62A型车地板、端板、侧板采用了耐候钢，车型定型为C62A(N)，后改为C62B。此型C62B型敞车与C62型敞车的外观区别为：
- 1.C62B型敞车采用热轧帽形钢侧柱，C62A形多为压形侧柱，下端略收口；
- 2.C62B为角钢角柱，角柱与上端梁、上侧梁有筋板连接，C62A型敞车多为压形角柱，柱顶无筋板；
- 3.C62B型敞车端墙采用槽钢横带，C62A形多为压形横带。

## C62M型敞车

### 历史
1972年中国在C62型敞车的基础上设计了车内高为3m，侧、端墙及车门为钢木结构的C62M型敞车，1974年至1975年间小批量试制运用考验。1976年C50型敞车停止生产，大批生产C62M型敞车。当时C65、C62、C62M型敞车曾成为中国的主型敞车（至1980年，这3种车型分别生产了8500、20000、14000辆）。

### 特点
C62M型敞车为钢质地板，木质端墙、侧墙结构，侧柱为鱼脊型式，下大上小。角柱、端立柱与端板，侧柱与侧板均为螺栓联接。中立门和下侧门也是以木质为主，其中下侧门折页与门板采用螺栓联接。

## 技术数据
| 型号            | 载重（吨） | 自重（吨） | 容积（立方米） | 换长 |
| --------------- | ---------- | ---------- | -------------- | ---- |
| C62A(G/K/T/N)型 | 60         | 21.7       | 71.6           | 1.2  |
| C62B(K/T)型     | 60         | 22.3       | 71.6           | 1.2  |
| C62M型          | 61         | 22.5       | 66             | 1.2  |